# 아나톨 (희곡)

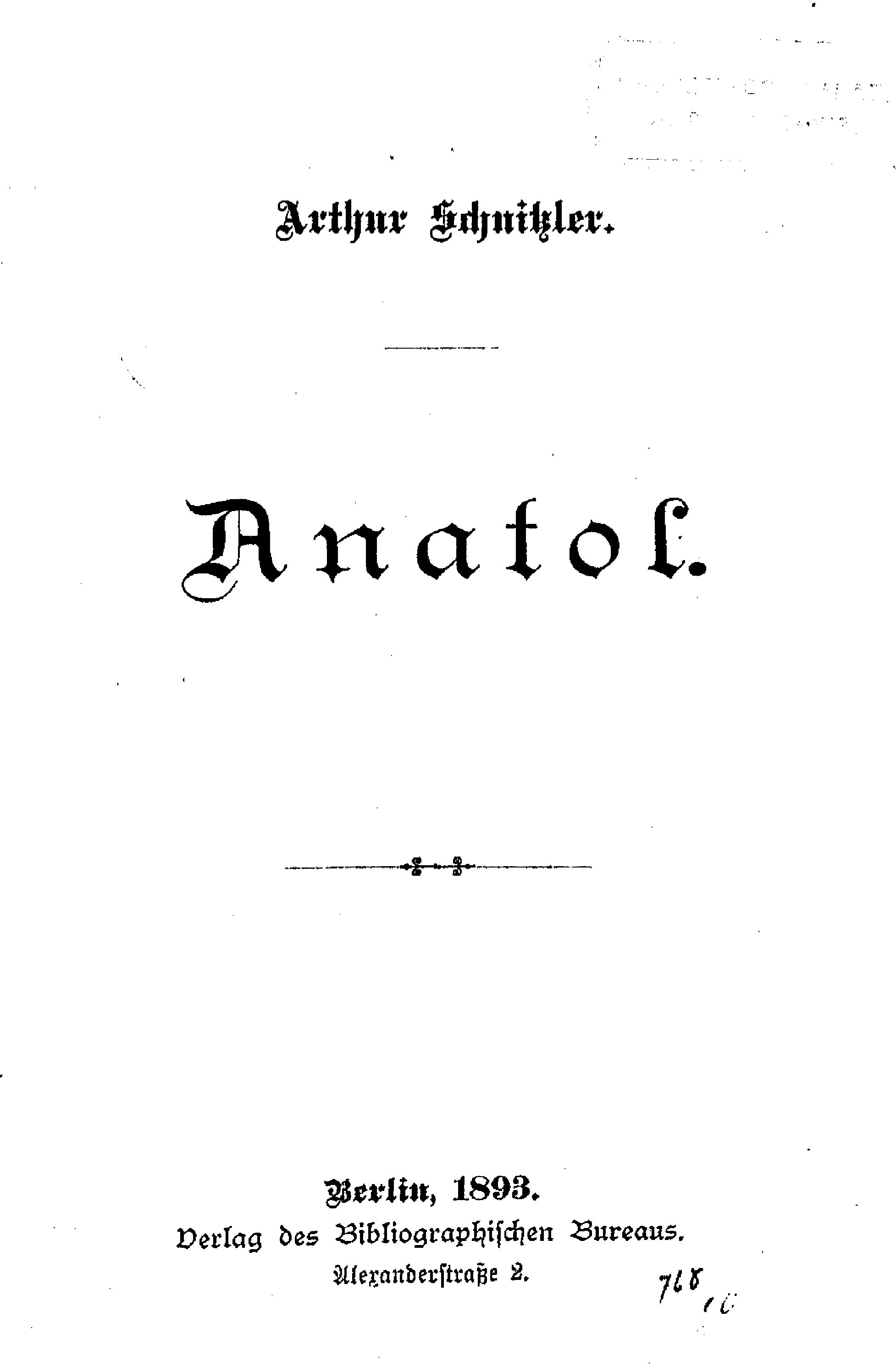

《아나톨》(Anatol)은 아르투어 슈니츨러가 1893년에 쓴 희곡이다.

## 아나톨
슈니츨러가 1887년에 쓰기 시작하여 1892년에 완성한, 7막 연작극 ＜아나톨＞에는 여러 문화 비판적 흐름이 용해되어 있다. 인간 의식을 하나로 일치된 것이 아니라 다양한 감정의 집합체로 보는 물리학자 에른스트 마흐(Ernst Mach)의 인간 이론(Subjekttheorie)과 니체 철학의 흐름을 프로이트의 심리학과 결합해 1900년대 오스트리아 빈의 데카당적인 시대 분위기와 엮고 있기 때문이다. ＜아나톨＞은 빈에서 시작된 현대성의 선두에 있는 동시에 세기 전환기의 심리적·예술적 경향을 지닌 작품이다.
이 작품의 주인공 아나톨은 젊고, 재치 있고, 부유하지만 늘 삶을 지겨워하는 인물이다. 그의 유일한 직업과 삶의 목적은 늘 어떤 사랑의 모험에 휘말려 있는 것이다. 아나톨은 세기 전환기에 흔히 볼 수 있는 문학적 인물로서, 현실 감각이 없는 인간, 거드름을 피우는 인간, 자기만족 후에 자신의 멍청함을 꿰뚫어 보고 다시 자신의 아이러니를 통해 파괴당하는 인간이다. 작품에서도 등장인물들의 성격이나 중심적인 사건은 거의 부각되지 않는 대신, 강박증적으로 반복되는 행위와 심리, 독백처럼 떠도는 대사들만이 남는다. 작가인 슈니츨러가 의사이자 정신 의학에 관심이 많았던 만큼, 인간의 감정과 심리를 마치 ‘증상’처럼 객관적이고 분석적으로 살펴보는 독특한 희곡이다.
빈(Wien)의 어떤 현대 드라마도 슈니츨러의 첫 작품인 ＜아나톨＞만큼 세기말의 정신적 분위기를 이토록 풍부하게 표현하지는 못한다. 이는 테마와 형식의 쇄신을 통해 가능한 것이기도 하다. 이를테면 그 자체로 완결성을 지닌 여러 단막극의 느슨한 연결과 더불어 인간의 몰락, 순간의 상승, 일상의 미학화, 현재의 해체와 과거의 우세, 언어의 비투명성과 대화 능력의 상실 등이 그렇다. 슈니츨러는 이미 1892년에 심리학자의 예리함으로 존재의 방향을 상실한 현대 인간의 다양한 위기와 영혼의 고독을 분석해 제시하고 있다.

## 아나톨의 망상
이 작품은 1932년 3월 29일 초연되었다. 이것은 일곱 편의 단막극으로 이루어진 슈니츨러의 또 다른 작품 ≪아나톨≫의 구상에 따라 집필한 것이 아니라, 그 후에 집필한 것으로 슈니츨러가 세상을 떠난 다음 공개되었다. ≪아나톨≫에서와 마찬가지로 ＜아나톨의 망상＞ 역시 아나톨과 막스의 대화로 시작된다. 젊고 유쾌하며 늘 사랑을 갈구했던 아나톨은 이제 늙은 떠돌이에 불과하지만 여전히 사랑을 갈구하고 의심하는 모순적인 모습을 보여준다. 지만지 고전선집 시리즈로도 출간된 바 있는 ≪아나톨≫의 연장선상에서 이 작품을 살펴보는 것은, 슈니츨러의 작품세계를 보다 깊이 이해하게 해주고, 그의 문학적 화신(化身)인 ‘아나톨’이라는 인물의 삶과 심리 상태를 보다 다각적으로 살펴보는 재미를 제공해 줄 것이다.

## 서지 정보
- 아나톨, 최석희 역, 2009년, 지식을만드는지식 ISBN 978-89-6228-332-7
- 아나톨의 망상, 최석희 역, 2009년, 지식을만드는지식 ISBN 978-89-6228-406-5